# Ozero Materinskoje
Ozero Materinskoje (ryska: Материнское озеро) är en sjö i Belarus.   Den ligger i voblasten Minsks voblast, i den centrala delen av landet, 40 km sydost om huvudstaden Minsk. Ozero Materinskoje ligger 167 meter över havet. Arean är 0,51 kvadratkilometer. Den sträcker sig 0,9 kilometer i nord-sydlig riktning, och 0,8 kilometer i öst-västlig riktning.
Trakten runt Ozero Materinskoje består till största delen av jordbruksmark. Runt Ozero Materinskoje är det ganska glesbefolkat, med 32 invånare per kvadratkilometer.